# Réserve biologique de Perobas
La réserve biologique de Perobas (portugais : Reserva Biológica das Perobas) est une réserve biologique brésilienne visant à protéger les écosystèmes amazoniens. Elle se situe dans l'État du Paraná.
Le parc fut créé le 1974 et couvre une superficie de 8 716 hectares.
Il s'étend sur le territoire de la municipalité de Campo Mourão.